# Loch Finlaggan
Loch Finlaggan är en sjö i Storbritannien.   Den ligger i riksdelen Skottland, i den nordvästra delen av landet, 600 km nordväst om huvudstaden London. Loch Finlaggan ligger 46 meter över havet. Den ligger på ön Islay. Trakten runt Loch Finlaggan består i huvudsak av gräsmarker.